# Seznam německých bitevních křižníků

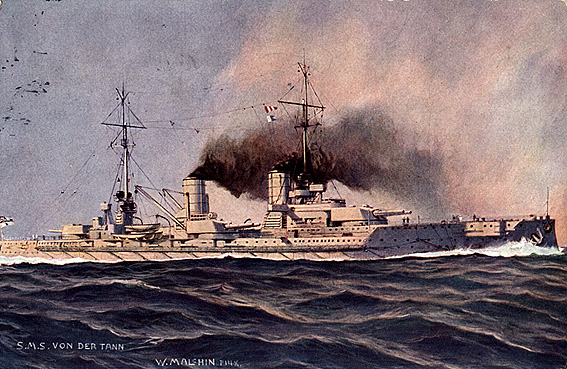
SMS Von der Tann

Tento seznam obsahuje bitevní křižníky německého císařského námořnictva a pozdější Kriegsmarine.

## TřídaVon der Tann

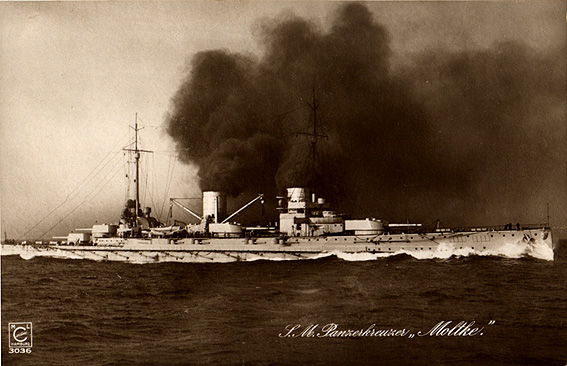
SMS Moltke

- SMS Von der Tann (1910–1919) potopena ve Scapa Flow

## TřídaMoltke
- SMS Moltke (1911–1919) potopena ve Scapa Flow
- SMS Goeben (1911–1973) v roce 1918 předána Turecku jako Yavuz Sultan Selim

## TřídaSeydlitz
- SMS Seydlitz (1913–1919) potopena ve Scapa Flow

## TřídaDerfflinger

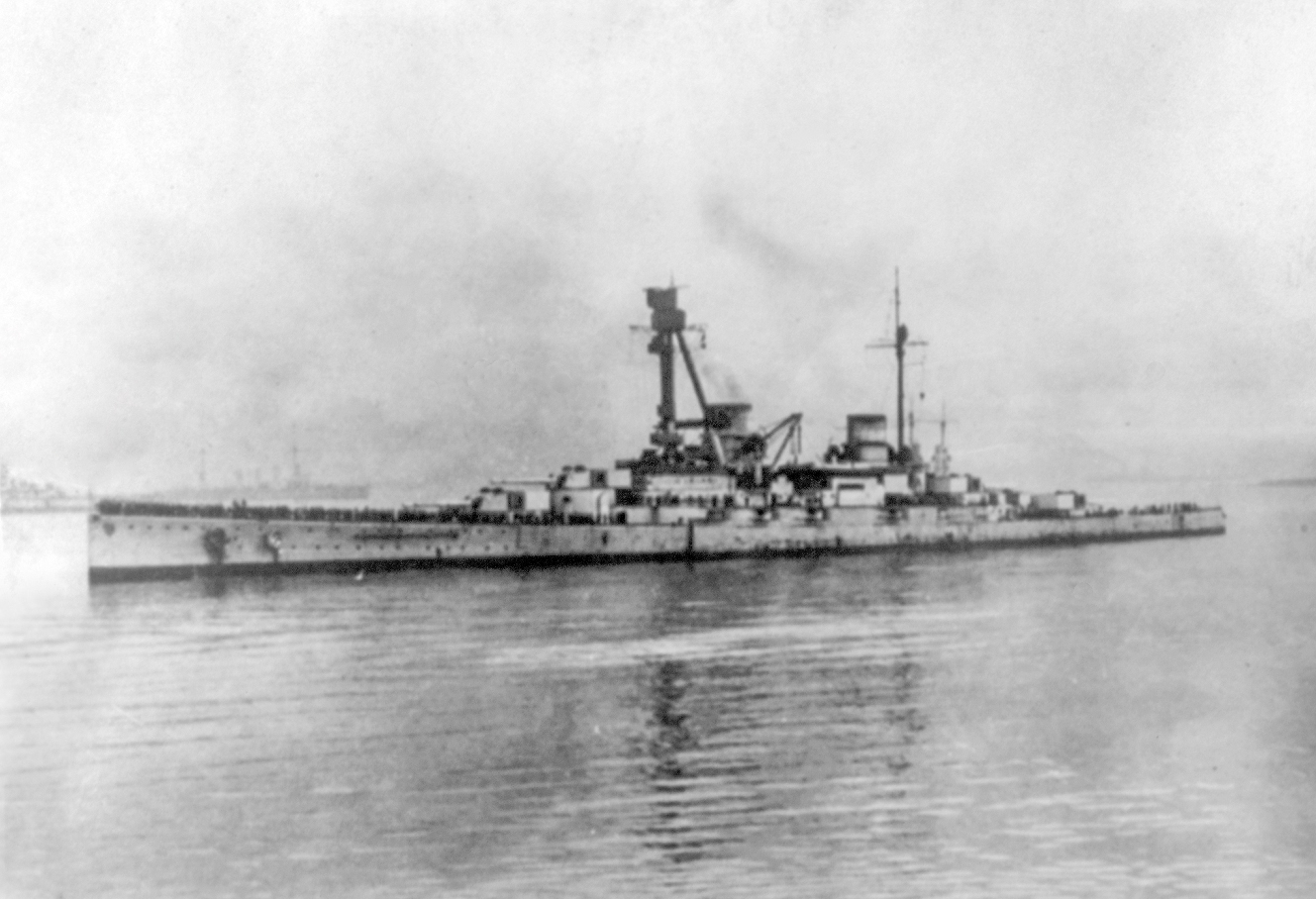
SMS Hindenburg

- SMS Derfflinger (1914–1919) potopena ve Scapa Flow
- SMS Lützow (1916) potopena v bitvě u Jutska
- SMS Hindenburg (1917–1919) potopena ve Scapa Flow

## TřídaMackensen
- Mackensen stavba zrušena
- Graf Spee stavba zrušena

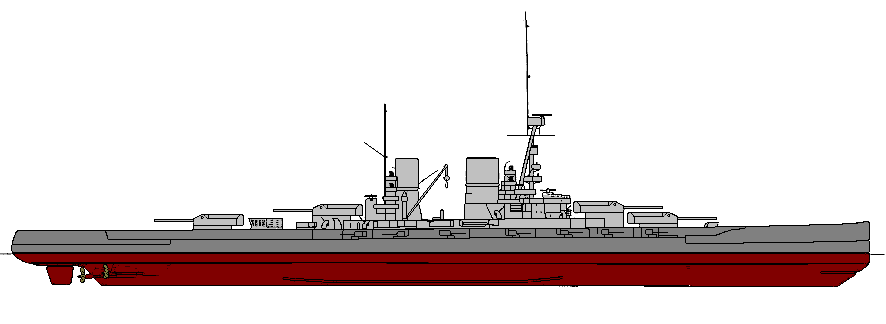
Třída Mackensen

- Prinz Eitel Friedrich stavba zrušena
- Fürst Bismarck stavba zrušena

## TřídaErsatz Yorck
- Ersatz Yorck stavba zrušena
- Ersatz Gneisenau stavba nezačala
- Ersatz Scharnhorst stavba nezačala

## TřídaScharnhorst

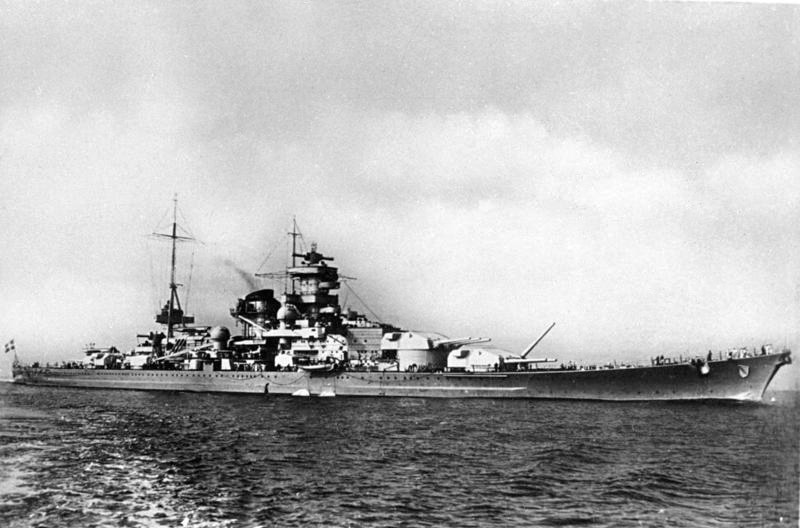
Scharnhorst

- Scharnhorst (1939–1943) potopena v bitvě u Severního mysu
- Gneisenau (1938–1945) potopena jako blokádní loď